# Arabisk socialism
Arabisk socialism är en politisk ideologi baserad på panarabism och socialism. Ideologin, som bygger på geografiskt exklusiva särdrag unika för Nordafrika och Mellanöstern, är en variant av socialism i sin egen rätt och skiljer sig därmed från typiskt europeisk socialism som kom till arabvärlden runt 50 år tidigare. Inom arabisk socialism förespråkas i regel reformistisk socialism och avstånd tas från mer revolutionära ideologier såsom marxism-leninismen. Historiskt har panarabism tillsammans med antikolonialism haft stor inverkan på partier och rörelser som antagit en arabiskt socialistisk plattform.

## Historik
Begreppet "arabisk socialism" myntades ursprungligen av den vänsternationalistiske sociologen Michel Aflaq som 1946 skrev att de arabiska nationalisterna är socialister och att det därmed inte fanns något motsatsförhållande mellan socialism och nationalism i den arabiska kontexten. För Aflaq var arabisk nationell enhet (panarabism) det överordnade ideologiska målet, men det var oskiljbart från kampen mot västerländsk kolonialimperialism och de härskande klasserna samt oskiljbart från kampen för större socioekonomisk jämlikhet. Den ekonomiska politiken som förespråkades av Aflaq och Baathpartiet som han var med att grunda var dock förhållandevis moderat och innehöll, till skillnad från socialistiska partier i Europa, föga spår av marxism. Socialistiska värderingar skulle legitimera modernisering och utveckling av samhället och på så sätt även stödja den nationalistiska kampen, men längre än så ville inte Aflaq och samtida teoretiker gå. Den radikalare vänstern var i grund och botten internationalistisk, inte minst gällde detta kommunismen, och stod därmed i direkt konflikt med den arabiska socialismen. Det var det nationalism, inte klasskamp, som var den primära ideologiska drivkraften inom den arabiska socialismen. Totalt upphävande av den privata äganderätten eller totalförbud mot religion var inte de arabiska socialisterna intresserade av.
På 1950- och 60-talen utvecklades nya idéströmningar som förespråkade en radikalare linje med mer inspiration från Sovjetunionen och östblocket. Detta förekom i Baathpartiet, den syriske nationalisten Djémal el-Atassi menade t.ex. 1956 att även om arabisk socialism inte var lika med kommunism kunde man fortfarande ta inspiration från östblocket om hur man kan uppnå ett socialistiskt samhälle. En annan vidareutveckling av arabisk socialism kom från Egyptens president Gamal Abdel Nasser som tog steget från ideologi och teori till praktisk politik. Nassers variant av socialism, nasserism, tog ställning för internationell solidaritet mellan utvecklingsländer genom alliansfrihet och en allmän strävan för ett industrialiserat, socialt jämlikt Egypten. Liksom övriga varianter av arabisk socialism tolererades religionsutövande som ett kulturellt arv, till skillnad från statsateismen i Östeuropa, men Nasser var samtidigt mycket fientlig till religiöst inflytande i politiken.
Andra politiska ledare som under kalla kriget förespråkade arabisk socialism inkluderade Hafez al-Assad, Ahmed Ben Bella, Yasser Arafat och Muammar al-Gaddafi.

## Filosofi
Innehållet i de flesta idéströmningar inom arabisk socialism inkluderar grundläggande socioekonomiska jämlikhetsvärderingar, sympati för panarabism, tolerans för privat religionsutövande, acceptans för privat ägande men makroekonomin ska dirigeras av staten och en gradvis socialistisk samhällsutveckling. På grund av idéspridningen har det praktiska utformandet av politik baserad på arabisk socialism skiljt sig åt från land till land.
Många partier och rörelser anser också att det inom islam finns stöd för de socialistiska idéerna om att ta hand om de svaga i samhället. En del arabiska socialistiska partier anser även att det finns stöd för förstatligande av naturtillgångar inom islams läror, så kallad islamsk socialism.

## Exempel på förespråkare av arabisk socialism

### Politiska partier och väpnade grupper
- Konstitutionell demokratisk samling - Tunisien
- Nationaldemokratiska partiet - Egypten
- Fronten för socialistiska krafter - Algeriet
- al-Fatah - Palestinska myndigheten (Palestina)
- Baathpartiet - Syrien och Irak
- Folkfronten för Palestinas befrielse
- PLO